# CheapBills
CheapBills es un comparador de precios con sede en Australia y operado por CheapBills Pty Ltd. La empresa ofrece herramientas para contrastar servicios para hogares y negocios, como electricidad y gas, planes de internet de banda ancha, televisión de pago, servicios públicos y seguros. A través de la plataforma, los usuarios pueden revisar ofertas de distintos proveedores y compararlas por precio, prestaciones y otros criterios, con el fin de elegir opciones más económicas , .

## Tendencias de consumo en Australia
En 2023, varios estudios indicaron que el 82% de los australianos priorizó los viajes personales pese a presiones económicas como la subida de las tasas de interés y la inflación. Casi la mitad eligió destinos nacionales —como Whitsundays, Gold Coast, Hobart y Melbourne— para reducir costos. Al mismo tiempo, el 35% expresó su intención de viajar al extranjero, 11 puntos más que dos años antes . Esto pone de relieve el valor de plataformas de comparación como CheapBills, que ayudan a los consumidores a gestionar servicios esenciales —como energía e internet de banda ancha— en periodos de incertidumbre económica . CheapBills se fundó en 2013 en Melbourne y, desde entonces, ha ayudado a más de 200 000 clientes en Australia a ahorrar en sus facturas de servicios públicos comparando y recomendando ofertas de energía, internet de banda ancha, seguros y televisión de pago, sin costo para el usuario.

### Iniciativas de responsabilidad social corporativa
En diciembre de 2024, CheapBills lanzó iCause, una iniciativa filantrópica basada en su motor de comparación que permite a los usuarios apoyar causas benéficas mientras ahorran en sus facturas de servicios públicos. Según el programa, el 30% de las comisiones generadas por las comparaciones de electricidad y gas se destina a campañas de recaudación. Al agrupar servicios, los clientes pueden aportar más de 500 dólares australianos en donaciones acumuladas, estableciendo un vínculo directo entre el ahorro y el apoyo a causas sociales.. 

## Costos de conexión y suministro de electricidad
En Australia, las facturas de energía residencial suelen incluir dos tipos de cargos: un cargo variable según el consumo y un cargo fijo diario (también denominado cargo de suscripción, cargo por servicio o cargo de conexión) . Los cargos fijos se facturan diariamente, independientemente del consumo, y cubren los costos relacionados con el mantenimiento de la red, los servicios de medición y la respuesta a emergencias  . En mercados desregulados como Victoria, Nueva Gales del Sur, Queensland, Australia Meridional, Tasmania y el Territorio de la Capital Australiana, los minoristas establecen estos cargos, en promedio entre A$0.80 y A$1.20 por día, aunque estos varían considerablemente según el estado. Servicios de comparación como CheapBills ayudan a los consumidores a identificar ofertas de electricidad y gas con cargos fijos más bajos, lo que puede reducir el costo total de sus facturas  .